# Cantelães
Cantelães is een plaats (freguesia) in de Portugese gemeente Vieira do Minho en telt 933 inwoners (2001).

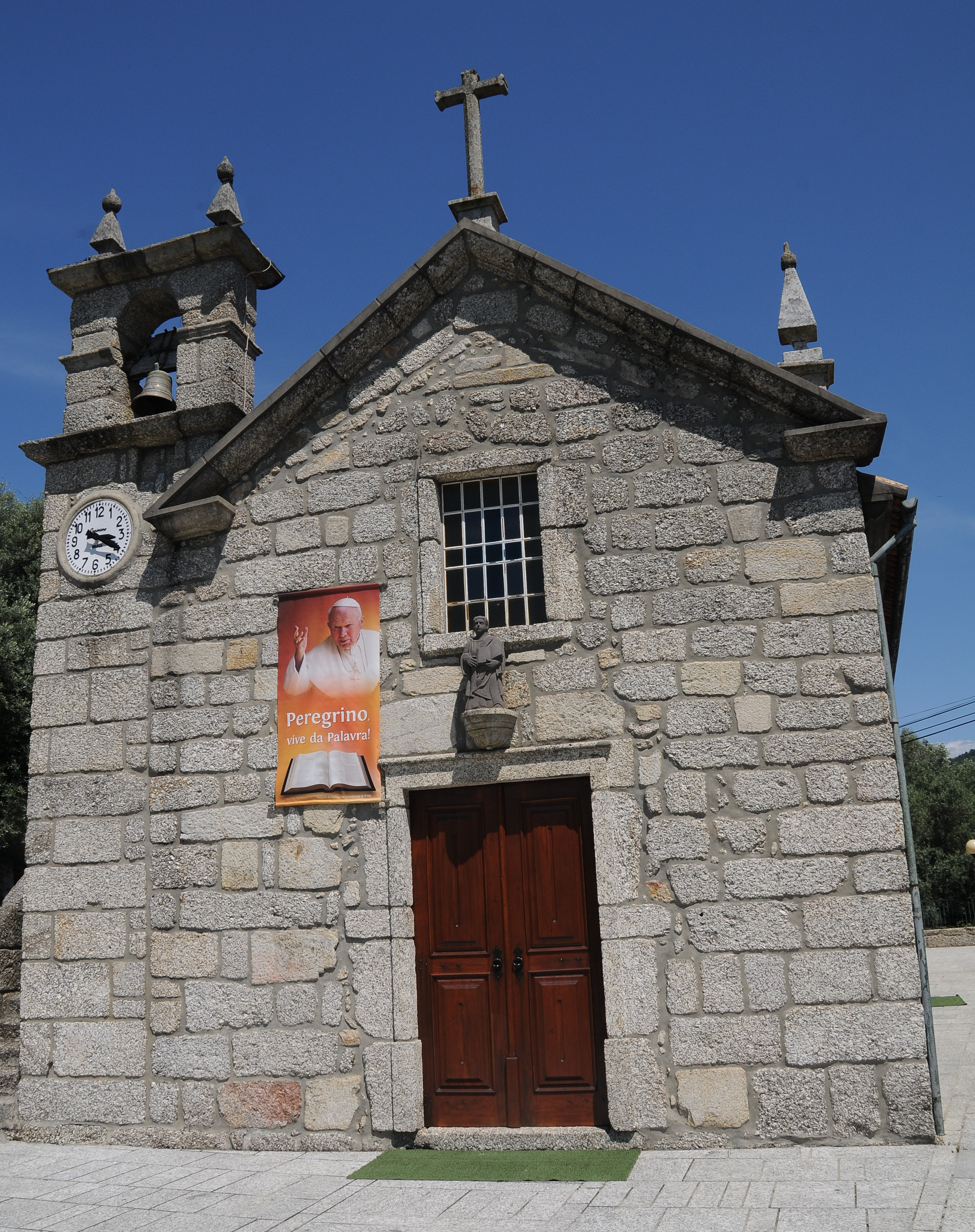